# Norte Mato-Grossense
Norte Mato-Grossense is een van de vijf mesoregio's van de Braziliaanse deelstaat Mato Grosso. Zij grenst aan Bolivia in het zuidwesten, de deelstaten Rondônia in het westen, Amazonas in het noordwesten en Pará in het noordoosten en de mesoregio's Nordeste Mato-Grossense in het oosten, Sudeste Mato-Grossense in het zuidoosten en Centro-Sul Mato-grossense en Sudoeste Mato-Grossense in het zuiden. De mesoregio heeft een oppervlakte van ca. 482.749 km². Midden 2004 werd het inwoneraantal geschat op 793.000.
Acht microregio's behoren tot deze mesoregio:
- Alta Floresta
- Alto Teles Pires
- Arinos
- Aripuanã
- Colíder
- Paranatinga
- Parecis
- Sinop

Mesoregio's: Centro-Sul Mato-Grossense · Nordeste Mato-Grossense · Norte Mato-Grossense · Sudeste Mato-Grossense · Sudoeste Mato-Grossense

Microregio's: Alta Floresta · Alto Araguaia · Alto Guaporé · Alto Pantanal · Alto Paraguai · Alto Teles Pires · Arinos · Aripuanã · Canarana · Colíder · Cuiabá · Jauru · Médio Araguaia · Norte Araguaia · Paranatinga · Parecis · Primavera do Leste · Rondonópolis · Rosário Oeste · Sinop · Tangará da Serra · Tesouro